# یواس‌ای‌تی توماس اچ بری
یواس‌ای‌تی توماس اچ بری (به انگلیسی: USAT Thomas H. Barry) یک کشتی بود که طول آن ۵۰۸ فوت (۱۵۵ متر) بود. این کشتی در سال ۱۹۳۰ ساخته شد.